# 0-4-1

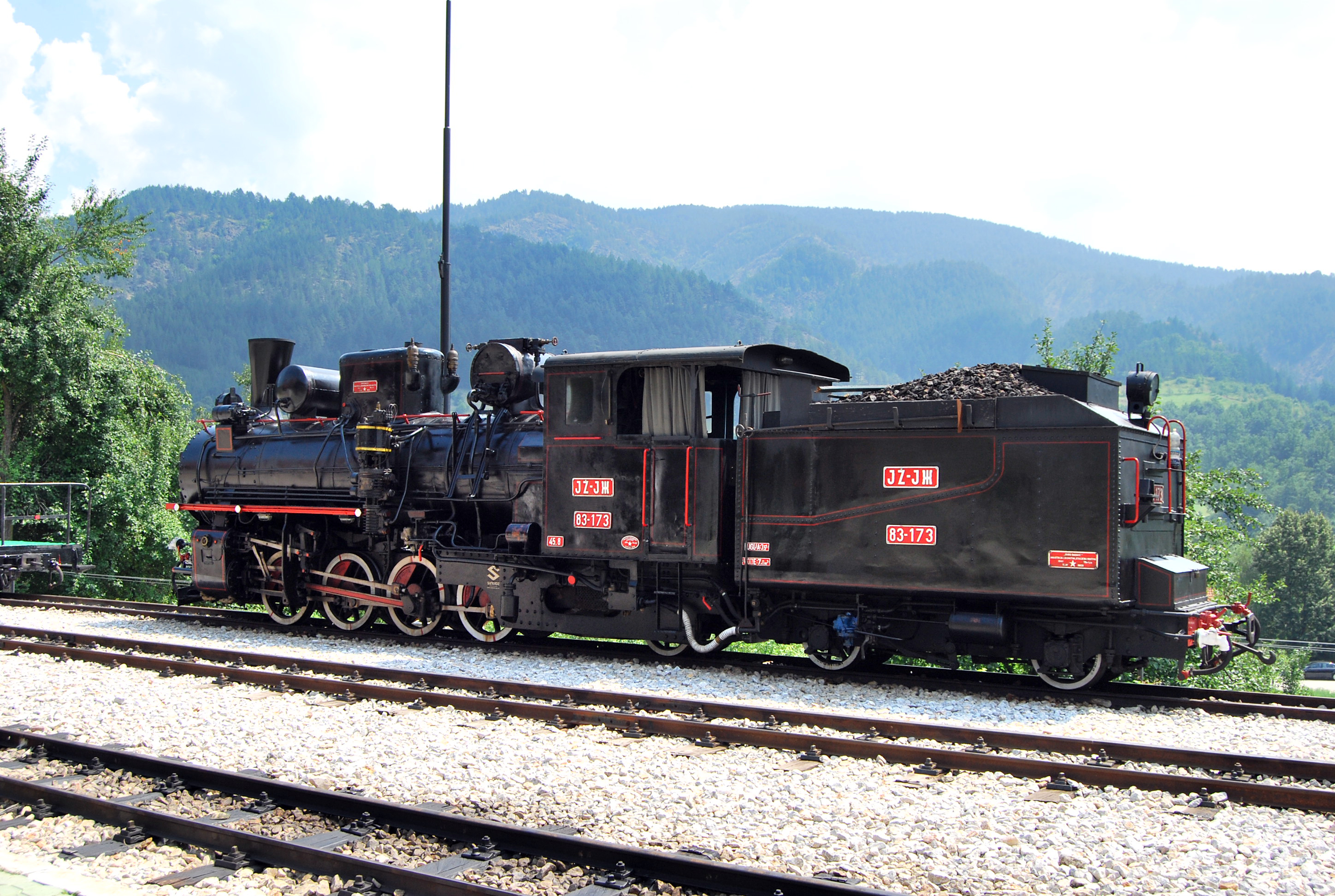
JŽ 83-173 на дороге «Шарганская восьмёрка»

Схематичное изображение колёс паровоза типа 0-4-1

Тип 0-4-1 — паровоз с четырьмя движущими осями в одной жёсткой раме и одной поддерживающей осью. Наличие задней поддерживающей оси должно было разгрузить заднюю часть локомотива. Также локомотивы этого типа имели более развитую топку, но в целом получили небольшое распространение, заметно уступая типам 1-4-0 и 1-4-1. В частности, на российских и советских железных дорогах такие паровозы практически не эксплуатировались.
Методы записи для разных классификаций:
- Международная (UIC): D1
- Американская: 0-8-2
- Испанская и французская: 041
- Российская: 0-4-1
- Швейцарская: 4/5

## Примеры паровозов

### Великобритания

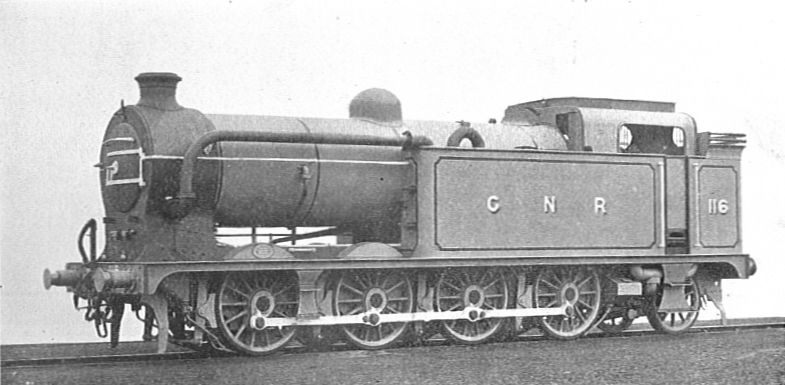
Класс L1 дороги GNR

В 1899 году компания Port Talbot Railway and Docks Company получила от предприятия Cooke Locomotive and Machine Works пару танк-паровозов типа 0-4-1, которые представляли собой дальнейшее развитие типа 0-3-1 и предназначались для замены последних при маневровой работе с тяжёлыми составами. Новые локомотивы получили обозначение «Cooke» и поначалу не оправдали ожиданий, но после некоторых доработок хорошо зарекомендовали себя, так как один «Cooke» мог заменять два паровоза типа 0-3-1, давая значительную экономию в топливе. В 1901 году на ту же дорогу поступили ещё три паровоза данного типа, но уже от предприятия Sharp, Stewart and Company, которые имели некоторые изменения в конструкции и получили обозначение «Sharp Stewart». Впоследствии все пять танк-паровозов поступили на дорогу Great Northern Railway (GNR). До настоящего времени ни одного паровоза не сохранилось.
В 1903 году компания Great Northern Railway заказала у предприятия Doncaster Works первую партию из 11 танк-паровозов типа 0-4-1, которые являлись дальнейшим развитием типа 0-4-0. Их автором был Главный инженер дороги — Генри Айватт. Новые локомотивы получили обозначение L1, и они предназначались для вождения пассажирских поездов. Однако, выяснилось, что из-за высоких осевых нагрузок R1 не могут работать на больших скоростях, поэтому их перевели на грузовую работу. После того, как GNR вошла в состав London and North Eastern Railway (LNER), серия паровозов получила новое обозначение — R1. Всего был построен 41 паровоз данной серии, но всех их в 1934 году сняли с эксплуатации и позже пустили на металлолом. До настоящего времени ни одного экземпляра не сохранилось.